# Davide Tizzano
Davide Tizzano (Nápoles, 21 de mayo de 1968) es un deportista italiano que compitió en remo y vela.
Participó en dos Juegos Olímpicos de Verano, obteniendo dos medallas, oro en Seúl 1988 (cuatro scull) y oro en Atlanta 1996 (doble scull). Ganó una medalla de plata en el Campeonato Mundial de Remo de 1989, en el cuatro scull.
Tras los Juegos de Atlanta 1996 dejó el remo para pasarse al deporte de vela en yates. Participó en dos ediciones de la Copa América, en 1992 disputó la final con el equipo italiano Compañía de Vela sobre el yate Moro di Venezia, y en 2007 compitió como parte la tripulación del Mascalzone Latino.

## Palmarés internacional
| Juegos Olímpicos   | Juegos Olímpicos         | Juegos Olímpicos | Juegos Olímpicos |
| Año                | Lugar                    | Medalla          | Prueba           |
| ------------------ | ------------------------ | ---------------- | ---------------- |
| 1988               | Seúl (Corea del Sur)     | Medalla de oro   | Cuatro scull     |
| 1996               | Atlanta (Estados Unidos) | Medalla de oro   | Doble scull      |
| Campeonato Mundial |                          |                  |                  |
| Año                | Lugar                    | Medalla          | Prueba           |
| 1989               | Bled (Yugoslavia)        | Medalla de plata | Cuatro scull     |